# Particles
Particles es el sexagésimo octavo álbum de estudio y en vivo del grupo alemán de música electrónica Tangerine Dream. Publicado el 15 de diciembre de 2016 por el sello Eastgate es la tercera referencia de la etapa denominada Quantum Years. Destaca por tratarse de un álbum doble que incluye regrabaciones de temas clásicos del grupo, una nueva canción improvisada de casi 30 minutos de duración y un cover del tema principal de la serie de ciencia ficción Stranger Things.
John Wenlock-Smith en su crítica para The Progressive Aspects, destaca que "es un CD muy impresionante que muestra que los fans del Tangerine Dream clásico pueden dar la bienvenida y respaldar esta continuación de la banda con confianza, su herencia está en manos muy seguras, y podemos esperar que surja nueva música más emocionante en los próximos años. Particles es un excelente lanzamiento que mejora con la exposición continua y lo recomiendo a todos los aficionados de Tangerine Dream sin dudar".

## Producción
El primero de los álbumes, titulado Muon, fue grabado en 2016 en los estudios Dierks (Pulheim) y Townend (Berlín). Incluye una nueva composición de música instrumental, «4.00pm Session», compuesta por Thorsten Quaeschning, Ulrich Schnauss y Hoshiko Yamane grabada en los estudios Dierks en los que el grupo grabara a principios de los años 70 sus álbumes Alpha Centauri (1971), Zeit (1972) y Atem (1973). La segunda canción es una versión de la banda sonora de la serie Stranger Things, compuesta por Kyle Dixon y Michael Stein, ya que en la serie se ha empleado composiciones de Tangerine Dream de los años 80 y su estilo sonoro se aproxima al estilo clásico de la banda. Finalmente el álbum se cierra con una regrabación de la primera sección del álbum Rubycon, compuesto por Edgar Froese, Christopher Franke y Peter Baumann, en 1975.
El segundo álbum, titulado Tau, se grabó durante la participación del grupo en el Schwingungen Festival celebrado en Windeck (Alemania) el 3 de septiembre de 2016. Incluye versiones en vivo de temas clásicos del grupo en distintas etapas como «Mothers Of Rain» (1988), «White Eagle» (1982) o «Dolphin Dance» (1986), práctica que ha sido común en los conciertos en vivo que esta alineación del grupo realiza desde el fallecimiento de su fundador Edgar Froese. 
El álbum posteriormente fue reeditado en 2017, en formato de vinilo, por el sello inglés Invisible Hands Music. Además de la versión en disco compacto también se publicó una edición digital en la tienda en línea del grupo.

## Lista de temas
| Disco 1 - Muon |                                |                                                     |          |  |
| N.º            | Título                         | Escritor(es)                                        | Duración |  |
| 1.             | «4.00pm Session»               | Hoshiko Yamane Thorsten Quaeschning Ulrich Schnauss | 29:14    |  |
| 2.             | «Stranger Things - Main Theme» | Kyle Dixon Michael Stein                            | 5:47     |  |
| 3.             | «Rubycon»                      | Christopher Franke Edgar Froese Peter Baumann       | 17:25    |  |

| Disco 2 - Tau |                                |                                                      |          |  |
| N.º           | Título                         | Escritor(es)                                         | Duración |  |
| 1.            | «Mothers Of Rain»              | Edgar Froese Paul Haslinger                          | 6:47     |  |
| 2.            | «Power Of The Rainbow Serpent» | Thorsten Quaeschning                                 | 8:15     |  |
| 3.            | «White Eagle»                  | Christopher Franke Edgar Froese Johannes Schmoelling | 5:42     |  |
| 4.            | «Dolphin Dance»                | Christopher Franke Edgar Froese                      | 5:16     |  |
| 5.            | «Shadow And Sun»               | Edgar Froese Ulrich Schnauss                         | 10:23    |  |

## Personal
- Thorsten Quaeschning - sintetizadores y dirección musical
- Ulrich Schnauss - sintetizadores
- Hoshiko Yamane - violín eléctrico
- Klaus Sturm - ingeniero de grabación en «Stranger Things - Main Theme» y «Rubycon»
- Lenin do los Reyes - ingeniero de grabación en «Stranger Things - Main Theme» y «Rubycon»
- Andreas Balaskas - ingeniero de grabación en «Mothers Of Rain», «Power Of The Rainbow Serpent», «White Eagle», «Dolphin Dance» y «Shadow And Sun»
- Birgir Jor Birgisson - masterización
- Katja Zerull - supervisión gráfica
- Bianca F. Acquaye - diseño y producción